# Strada nazionale 17 (Marocco)
La strada nazionale 17 (N 17) in Marocco è una strada che collega Oujda a Figuig. Passa per comuni importanti nella regione Orientale come Tendrara e Figuig.

## Sezioni

### Sezione Oujda-Figuig
Questa sezione è lunga 374 km. La strada inizia dalla rotatoria che si trova nel cuore di Oujda, dove vi è l'intersezione con la strada nazionale 6. Dopo 82 km si trova il comune di Beni Methar con l'intersezione della strada regionale 606. Dopo altri 112 km si trova Tendrara. Il tratto Beni Methar - Tendrara è tutto deserto e quindi non ci sono abitanti.
Dopo altri 67 km si trova Bouarfa con l'intersezione della strada nazionale 10. Anche questo tratto è tutto deserto. L'ingresso dell'Algeria e dopo 113 km con ultima città che è Figuig.
Insieme a questa strada si trova la linea ferroviaria Oujda-Bouarfa.

## Tabella percorso
| N 17 Strada nazionale 17 |                                               |      |      |                           |
| Tipo                     | Indicazione                                   | ↓km↓ | ↑km↑ | Prefettura/Provincia      |
|                          | Oujda                                         |      | +0   | Prefettura di Oujda-Angad |
|                          | Strada provinciale 6021 (Marocco)             |      | +8   | Prefettura di Oujda-Angad |
|                          | Strada provinciale 6036 (Marocco)             |      | +16  | Prefettura di Oujda-Angad |
|                          | Strada provinciale 6021 (Marocco)             |      | +44  | Prefettura di Oujda-Angad |
|                          | Strada regionale 607 (Marocco)                |      | +44  | Prefettura di Oujda-Angad |
|                          | Ain Bni Mathar                                |      | +82  | Provincia di Jerada       |
|                          | Strada regionale 606 (Marocco) Ain Bni Mathar |      | +82  | Provincia di Jerada       |
|                          | Strada regionale 608 (Marocco) Ain Bni Mathar |      | +82  | Provincia di Jerada       |
|                          | Tendrara                                      |      | +193 | Provincia di Figuig       |
|                          | Strada nazionale 19 (Marocco) Tendrara        |      | +193 | Provincia di Figuig       |
|                          | Bouarfa                                       |      | +262 | Provincia di Figuig       |
|                          | strada nazionale 10 (Marocco) Bouarfa         |      | +262 | Provincia di Figuig       |
|                          | Strada provinciale 6108 (Marocco)             |      | +290 | Provincia di Figuig       |
|                          | Figuig                                        |      | +368 | Provincia di Figuig       |
|                          | Dogana Marocco-Algeria                        |      | +374 | Provincia di Figuig       |